# Luigi de Magistris
Luigi de Magistris (Napoli, 20 giugno 1967) è un politico ed ex magistrato italiano.
È stato europarlamentare per l'Italia dei Valori dal 2009 al 2011, dove ha presieduto la Commissione per il controllo dei bilanci del Parlamento europeo, sindaco di Napoli dal 1º giugno 2011 al 18 ottobre 2021 e sindaco della città metropolitana di Napoli dal 1º gennaio 2015 al 18 ottobre 2021. Dal 29 luglio 2022 al marzo 2024 è stato il portavoce di Unione Popolare venendo anche indicato, come da legge elettorale, capo politico della lista per le elezioni del 2022.
Si candida come presidente della Regione Calabria nelle elezioni del 2021, arrivando terzo con il 16% dei voti.

## Biografia
Figlio di Giuseppe e di Marzia Russo (?-2016). Ha un fratello minore, Claudio. Ha frequentato il liceo classico Adolfo Pansini nel quartiere del Vomero, diplomandosi con il voto di 51/60.
Nel 1993, dopo aver conseguito la laurea in giurisprudenza con la votazione di 110/110 e lode, ha intrapreso la carriera di magistrato, scelta che era già stata di suo padre, di suo nonno e di suo bisnonno.
Dal 1998 al 2002 ha operato presso la Procura della Repubblica di Napoli per poi divenire Sostituto Procuratore della Repubblica presso il Tribunale di Catanzaro.

### Vita privata
È sposato con l'avvocata Maria Teresa Dolce dal 1998 ed è padre di Andrea (2000) e Giuseppe (2004).

## Carriera da magistrato

### L'inchiestaPoseidone
L'inchiesta Poseidone è un'indagine iniziata presso la procura di Catanzaro nel maggio 2005 e avente come oggetto un presunto uso illecito di 200 milioni di euro di denaro pubblico, provenienti da contributi comunitari, destinati al finanziamento di opere di depurazione. Le indagini, condotte dai carabinieri, ruotano attorno alla destinazione e all'utilizzo di queste somme, prendendo spunto dalla relazione elaborata nel 2004 dalla sezione regionale di controllo della Corte dei conti.
La Procura ipotizza il reato di associazione per delinquere finalizzata alla truffa da parte del generale della Guardia di Finanza Walter Cretella-Lombardo, consigliere di Franco Frattini, che all'epoca era vicepresidente della Commissione europea e commissario europeo per la giustizia. La Procura calabrese sottopone a perquisizione l'abitazione romana dell'alto ufficiale e il suo ufficio a Ostia, e sequestra il computer, i CD-ROM e la documentazione cartacea.
Le perquisizioni sono state disposte in seguito al ritrovamento di un biglietto da visita dell'ufficiale nell'abitazione di Giovambattista Papello, uno degli indagati, ex subcommissario per l'emergenza ambientale della Regione Calabria: sul biglietto era scritto a mano il numero del telefono cellulare del generale. A Papello erano state trovate, tra l'altro, alcune intercettazioni illegali di colloqui telefonici, risalenti al novembre 2004, che Vincenzo Pozzi, ex presidente dell'ANAS, aveva avuto con Piero Fassino, segretario dei Democratici di Sinistra, e con Pietro Folena. Cretella-Lombardo comandava la Scuola di polizia tributaria delle Fiamme gialle con sede ad Ostia e all'epoca comandava il secondo reparto della Guardia di finanza addetto alla collaborazione internazionale e all'interscambio con le polizie di altri paesi.
Nell'inchiesta fu indagato Lorenzo Cesa, segretario dell'UDC, in qualità di socio di una società che avrebbe ricevuto un finanziamento (5 miliardi di lire) per realizzare nel cosentino uno stabilimento per la produzione di DVD, realizzato soltanto in parte e in cui non sarebbe mai stata avviata la produzione. Cesa era socio anche di un'altra impresa coinvolta nell'inchiesta, che organizzava eventi per società pubbliche; quest'impresa ricevette circa 400.000 euro di finanziamenti europei attraverso fatture gonfiate, e la differenza tra quanto ricevuto e quanto effettivamente speso andava a Cesa, che poi usava queste somme come finanziamento illecito per l'UDC. Tra gli altri sono stati indagati Giuseppe Chiaravalloti, l'ex presidente della Giunta regionale della Calabria, vicepresidente dell'istituto Garante per la protezione dei dati personali; Domenico Basile, l'ex assessore regionale all'Ambiente, uno degli uomini di punta di Alleanza Nazionale in Calabria.
L'OLAF, l'agenzia antifrode dell'Unione europea, ha contestato un reato di frode comunitaria a Papello, Cesa e Fabio Schettini, già segretario dell'ex ministro di Forza Italia Franco Frattini e poi commissario europeo, in passato titolare del Dicastero degli Affari Esteri. Nel 2007 l'inchiesta viene sottratta a De Magistris per intervento del procuratore Mariano Lombardi che motiva la sua decisione con irregolarità procedurali.

### L'inchiestaWhy Not
Il nome Why Not deriva da quello di una società di outsourcing di Lamezia Terme, che forniva alla Regione lavoratori nel settore dell'informatica, la cui attività rappresenta uno dei filoni principali dell'indagine. L'inchiesta riguardava il malaffare nella gestione di fondi pubblici ad opera di un presunto comitato d'affare che vedeva coinvolti politici, forze dell'ordine, imprenditori, massoneria, che gestirebbe milioni di euro provenienti da fondi europei, nazionali, regionali.
Il 18 giugno 2007 De Magistris fa eseguire dai carabinieri 26 perquisizioni nei confronti di altrettanti indagati. Nell'inchiesta risultano indagati Pietro Scarpellini, consulente della Presidenza del Consiglio dei ministri, Luigi Bisignani, consulente della Ilte spa, faccendiere coinvolto in alcuni dei maggiori scandali della storia recente italiana, e Giancarlo Pittelli, senatore di Forza Italia, che nel 2019 sarà arrestato dal Procuratore di Catanzaro Nicola Gratteri perché accusato di fare da tramite tra massoneria deviata e 'ndrine. Un ruolo centrale nella vicenda sarebbe stato svolto dall'imprenditore Antonio Saladino, allora presidente della Compagnia delle Opere della Calabria.
Nell'inchiesta furono svolte indagini anche sui contatti tra Saladino e l'allora Presidente della Commissione europea Romano Prodi, ma la posizione di Prodi venne archiviata, con la motivazione che "i dati acquisiti non consentono in alcun modo di ritenere la sussistenza di un effettivo coinvolgimento dell'ex premier nelle manovre affaristiche di Antonio Saladino".
Negli atti dell'inchiesta figurano anche alcune intercettazioni telefoniche riguardanti colloqui tra Antonio Saladino e il Ministro della giustizia Clemente Mastella, la cui posizione è stata successivamente archiviata per insussistenza dei fatti.
Altri indagati nell'inchiesta sono il generale Paolo Poletti, capo di stato maggiore della Guardia di Finanza, Nicola Adamo (DS), in quel momento vicepresidente della Regione Calabria, Mario Pirillo (ex-Margherita, poi Partito Democratico Meridionale), assessore regionale all'agricoltura, e un consigliere regionale dei DS, Antonio Acri.
Durante l'indagine esplode un conflitto tra il PM De Magistris e il Procuratore capo di Catanzaro Mariano Lombardi, per divergenze nella gestione dell'inchiesta. Interviene pertanto l'allora Ministro della Giustizia Clemente Mastella che chiede al Consiglio superiore della magistratura il trasferimento di De Magistris e Lombardi. Successivamente sia De Magistris sia i suoi collaboratori saranno rimossi dall'inchiesta. Per questo De Magistris presenta diversi esposti e denunce presso la Procura di Salerno, competente ad indagare sulla Procura di Catanzaro. La vicenda crea un grave conflitto senza precedenti tra le Procure di Salerno e Catanzaro, creando un caso nazionale che ha visto anche l'intervento del Presidente della Repubblica Giorgio Napolitano.
Il 19 ottobre 2007 il Procuratore generale reggente a Catanzaro, Dolcino Favi, avoca a sé l'inchiesta Why Not sottraendola a De Magistris per presunta incompatibilità. Inoltre il Pg facente funzioni dispone che la notizia sia ufficialmente comunicata al PM solo il 22 ottobre. Infatti in un'intervista a la Repubblica De Magistris dichiara di esserne venuto a conoscenza da notizie di stampa.
Favi nel 1989, mentre era Pubblico Ministero presso la Procura di Messina, era stato oggetto di attenzioni da parte del CSM e della Camera dei deputati, con un'interrogazione parlamentare di quattro deputati radicali, Mauro Mellini, Giuseppe Calderisi, Emilio Vesce e Francesco Rutelli, per «essere dedito a sistematiche violazioni di norme, in particolare di quelle poste a presidio dei diritti fondamentali dell'individuo».
Il Procuratore reggente Favi avocò "Why Not" una settimana prima che scadesse la sua carica a procuratore e quando il CSM aveva già nominato il procuratore titolare, attuando l'avocazione in una forma particolarmente aggressiva, cioè facendo aprire la cassaforte dell'ufficio all'insaputa del PM Luigi De Magistris e prelevandone tutti gli atti d'inchiesta.
Favi aveva giustificato l'avocazione per un presunto conflitto di interessi riguardante l'iscrizione sul registro degli indagati del Ministro Mastella, in quanto il Ministro aveva chiesto il trasferimento di De Magistris, e inoltre perché a giudicare su un Ministro è competente solo il Tribunale dei Ministri. In realtà su questo a De Magistris fu riconosciuto di aver ragione, perché Mastella era stato iscritto nel registro degli indagati come senatore, e non come Ministro. L'iscrizione di Mastella nel registro degli indagati poi era un atto dovuto, e quindi non c'era conflitto di interessi.
Fu sollevata anche la questione dell'acquisizione dei tabulati di utenze telefoniche disposte dal PM De Magistris su alcuni parlamentari, con la consulenza tecnica di Gioacchino Genchi, senza aver prima richiesto l'autorizzazione del Parlamento. Come risulterà dalle sentenze, le acquisizioni dei tabulati erano perfettamente legittime poiché non vi era modo di associare preventivamente le utenze telefoniche ai parlamentari: infatti, solo dopo l'acquisizione dei tabulati è possibile risalire ai titolari delle stesse utenze telefoniche.
Il 21 gennaio 2012 il GUP di Roma Barbara Callari rinvia a giudizio Luigi De Magistris e Gioacchino Genchi con l'accusa di aver acquisito in modo illegittimo i tabulati telefonici di alcuni parlamentari nel 2009. De Magistris definì l'inchiesta "infondata".
In primo grado Genchi e De Magistris furono condannati, ma il 21 ottobre 2015 la Corte d'Appello di Roma presieduta da Ernesto Mineo assolve Gioacchino Genchi e Luigi De Magistris dall'accusa di abuso d'ufficio per l'illecita acquisizione dei dati di traffico dei parlamentari, riformando la sentenza di primo grado pronunciata dal Tribunale capitolino in data 24 settembre 2014.
Dunque, i motivi per i quali fu sottratta l'inchiesta a Luigi De Magistris si rivelarono in seguito infondati, in base alle successive sentenze su questa vicenda. In questo modo però fu impedito a De Magistris di portare avanti il lavoro che aveva iniziato. A questo proposito, la Procura di Salerno parlò di “un’illecita attività di interferenza sull'iter del procedimento penale in questione e comunque si determinava almeno un suo rallentamento tale da favorire, di per sé ed almeno per un iniziale periodo di tempo, le persone implicate nelle indagini preliminari del procedimento penale cosiddetto Why Not”.

### L'inchiestaToghe lucane
Infine Luigi De Magistris ha indagato sul caso denominato Toghe lucane. Secondo il giudice un "comitato d'affari" comprendente politici, magistrati, avvocati, imprenditori e funzionari avrebbe gestito grosse operazioni economiche in Basilicata. La Guardia di Finanza ha perquisito nei primi mesi del 2007 le abitazioni e gli uffici del sottosegretario allo Sviluppo economico Filippo Bubbico (Ds), del procuratore generale di Potenza Vincenzo Tufano, dell'avvocato Giuseppe Labriola e della dirigente della squadra mobile di Potenza Luisa Fasano.
Le ipotesi di reato addotte da De Magistris sono quelle di abuso d'ufficio per Tufano; corruzione in atti giudiziari e associazione per delinquere per Labriola; abuso d'ufficio per Fasano; abuso d'ufficio, associazione per delinquere e truffa aggravata per il conseguimento di erogazioni pubbliche per Bubbico che è stato presidente della Regione Basilicata.
Bubbico, si legge nel decreto di perquisizione redatto dal pm di Catanzaro De Magistris, è "il punto di riferimento politico apicale, unitamente ad altri appartenenti alla politica", nel "comitato di affari" al centro dell'inchiesta. Sempre a carico di Bubbico, che è stato presidente della Giunta regionale della Basilicata nella passata legislatura, l'inchiesta avrebbe messo in luce "una logica trasversale negli schieramenti" con il "collante degli affari".
Il Ministro della giustizia Clemente Mastella chiese al Consiglio Superiore della Magistratura il trasferimento cautelare d'urgenza di De Magistris per presunte irregolarità nella gestione del caso Toghe lucane.
De Magistris infatti fu accusato di rivelazione del segreto di ufficio e abuso d'ufficio. Nell'aprile 2009 il Gip di Salerno Maria Teresa Belmonte ha prosciolto Luigi De Magistris, ormai dimessosi da mesi, dall'accusa di rivelazione di segreti d'ufficio e abuso d'ufficio nell'ambito di questa inchiesta.
Nel marzo 2011 l'intera inchiesta "Toghe lucane" è stata infine archiviata dal Giudice dell'udienza preliminare di Catanzaro Maria Rosaria di Girolamo che ha definito l'impianto accusatorio «lacunoso» e tale da non presentare elementi «di per sé idonei» a esercitare l'azione penale. Tutti e trenta gli indagati sono così stati prosciolti. Nonostante le richieste dei mezzi d'informazione, De Magistris si è rifiutato di lasciare alcuna dichiarazione in merito.
Il trasferimento di Luigi De Magistris arrivò proprio nella fase di conclusione delle indagini, e prima dell'inizio della fase dibattimentale. Il PM di Catanzaro che ereditò l'inchiesta, Vincenzo Capomolla, si trovò con un fascicolo processuale di 200.000 pagine da esaminare, dovendo sostenere davanti al GUP un'inchiesta molto complessa sulla quale aveva lavorato un altro PM. Secondo alcune fonti giornalistiche questo potrebbe aver influito sull'esito dell'inchiesta, che ricordiamo è finita con un'archiviazione per tutti gli indagati.
Un'importante filone d'indagine riguardava un mega villaggio turistico, da costruire in Basilicata alla foce del fiume Agri. Questa parte dell'inchiesta venne stralciata, cioè separata, dal resto dell'inchiesta, e per essa il PM Vincenzo Capomolla chiese il rinvio a giudizio. Anche il PM Capomolla però venne sostituito, e il PM che lo sostituisce, Alfredo Cianfarini, chiede invece l’archiviazione, poi confermata dal GUP.

### Il trasferimento
Il 21 settembre 2007 il ministro della Giustizia Clemente Mastella ha chiesto al CSM il trasferimento cautelare di De Magistris e del procuratore capo Mariano Lombardi. La richiesta venne proposta a seguito dell'istruttoria condotta dagli ispettori del ministero negli uffici giudiziari di Catanzaro e di Potenza: gli ispettori ritennero di aver rilevato "gravi anomalie" nella gestione del fascicolo "Toghe lucane", contestando a De Magistris il suo rifiuto a riferire gli sviluppi dell'inchiesta al procuratore capo Lombardi. La notizia balza subito alle attenzioni della cronaca nazionale grazie al movimento Ammazzateci tutti, sceso subito in difesa del PM promuovendo numerose manifestazioni di protesta in Calabria ed in tutta Italia contro la decisione e a sostegno di De Magistris.
Il CSM si è dapprima riservato di decidere il 17 dicembre 2007; successivamente ha rinviato la decisione, per approfondire ulteriormente la situazione, al 18 gennaio 2008. In questa data è stato disposto il trasferimento di Luigi De Magistris da Catanzaro e dalle funzioni di pubblico ministero: si tratta di una pena accessoria rispetto alla condanna principale di censura. La notizia è giunta il giorno seguente alle dimissioni del ministro Mastella. Contemporaneamente de Magistris è stato assolto dall'accusa di non aver adottato le misure necessarie per impedire la "fuga di notizie" sull'Inchiesta Why Not e da quella di aver avuto "rapporti disinvolti" con la stampa. Il provvedimento non è immediatamente operativo, quindi sarà subordinato alla pronuncia definitiva da parte delle sezioni unite civili della Corte di cassazione, di fronte alle quali il PM potrà richiedere l'impugnazione del verdetto del CSM.

### Interrogazioni parlamentari
Dal 2003 è oggetto di interrogazioni parlamentari che ne sostenevano l'incompatibilità ambientale e ne chiedevano l'allontanamento da Catanzaro. Nel gennaio 2006 in una di queste interrogazioni l'allora senatore di Alleanza Nazionale Ettore Bucciero ha chiesto e ottenuto un'ispezione ministeriale a carico del PM; provvedimenti avvenuti in concomitanza con l'indagine Poseidone e l'Inchiesta Why Not, entrambe sottrattegli, in cui stava indagando su personaggi politici di spicco, mafia e massoneria.
L'attività di De Magistris si è scontrata più volte con il mondo politico e parte della stampa ha sottolineato che da parte degli organi di potere vi sono stati tentativi di fermare le sue inchieste, invece altri giornali hanno criticato più o meno aspramente il suo operato. Sul tema, molto controverso, sono state presentate anche interrogazioni parlamentari, favorevoli al magistrato, dal deputato Falomi di Rifondazione Comunista con risposta del sottosegretario Li Gotti in appoggio a Luigi De Magistris.

### Procedimenti giudiziari sulla sottrazione delle inchieste a de Magistris
In seguito alla sottrazione delle inchieste Poseidon e Why Not Luigi De Magistris presentò esposti e denunce penali contro il Procuratore Mariano Lombardi, che sottrasse a De Magistris l'inchiesta Poseidone nel 2007, e contro il Procuratore reggente Dolcino Favi, che il 19 ottobre 2007 sottrasse a De Magistris anche l'inchiesta Why Not.
La Procura di Salerno, competente ad indagare su quella di Catanzaro, dispose la perquisizione degli uffici della Procura di Catanzaro, parlando nelle 1.700 pagine degli atti di accusa di "accordo corruttivo" tra alcuni indagati nelle inchieste "Why not" e "Poseidone" al fine di influenzare in modo illecito l'esito delle inchieste. L'inchiesta della Procura di Salerno riguardava i vertici della Procura di Catanzaro: il Procuratore Generale Enzo Iannelli, l'ex Procuratore reggente Dolcino Favi (che avocò l’inchiesta Why Not a De Magistris), i sostituti procuratori Domenico De Lorenzo e Alfredo Garbati, il procuratore aggiunto Salvatore Murone, l'ex Procuratore capo Mariano Lombardi.
Negli atti, la Procura di Salerno scrisse di «un disegno illecito orientato a favorire - mediante la deviazione del regolare corso dei procedimenti penali, pilotata da intrecci di interessi, costituitisi in precisi accordi tra gli attuali indagati - le persone sottoposte a indagini». I magistrati di Catanzaro coinvolti avrebbero ottenuto «mediante reiterati atti contrari ai doveri di ufficio, e in cambio di utilità promesse e/o ricevute dai predetti indagati, l’esautorazione dalle inchieste» di De Magistris. Questa serie di "atti contrari ai doveri d'ufficiò" determinò una «parcellizzazione dei vari filoni di indagine, disintegrazione degli originari disegni investigativi coltivati, progressivo dissolvimento di tracce investigative, anticipata definizione, in senso favorevole agli indagati, di vicende delittuose necessitanti di approfondimenti investigativi ulteriori». Dagli atti emerge anche una telefonata partita dalla segreteria dell'UDC, presumibilmente dall'allora segretario Lorenzo Cesa, coinvolto nell'inchiesta Poseidone, verso il Procuratore capo Mariano Lombardi, proprio il giorno prima che revocasse la stessa inchiesta a De Magistris.
Il 2 dicembre 2008 i sostituti procuratori Gabriella Nuzzi e Dionigio Verasani, e il Procuratore Luigi Apicella della Procura di Salerno dispongono la perquisizione degli uffici della Procura di Catanzaro, dopo aver richiesto invano l'invio dei documenti relativi alle inchieste Poseidone, Why not, Toghe lucane. Due giorni dopo, il 4 dicembre 2008, la Procura di Catanzaro mette sotto indagine gli stessi magistrati della Procura di Salerno, inviando loro un'informazione di garanzia, e disponendo il contro-sequestro degli atti relativi alle inchieste di De Magistris. Nei giorni seguenti il Ministro della Giustizia Angelino Alfano, il Procuratore generale della Cassazione, e il Consiglio superiore della magistratura, avviarono l'azione disciplinare contro i magistrati di Salerno, con la grave accusa di aver avuto una condotta "finalizzata alla destabilizzazione e all’eversione dell’istituzione dello Stato".
Nel gennaio 2009, il CSM decise di sospendere dalle sue funzioni il Procuratore di Salerno Luigi Apicella, il Procuratore generale di Catanzaro Enzo Jannelli, il suo sostituto Alfredo Garbati, e i due PM di Salerno Gabriella Nuzzi e Dionigio Verasani che si stavano occupando del caso di De Magistris, decisione poi confermata dalla Cassazione. Apicella poi lasciò la magistratura nel luglio 2009 dichiarando che la vicenda "ha incrinato la mia fiducia nella giustizia". Le indagini della Procura di Catanzaro sulla Procura di Salerno, poi trasferite alla Procura di Perugia, si concluderanno nel settembre 2009 con l'archiviazione da parte del Gip Massimo Ricciarelli, con la motivazione che la Procura di Salerno agì “per realizzare un fine di giustizia” e fece soltanto il proprio “dovere di ufficio”.
Il Tribunale di Salerno assolse gli imputati per la sottrazione delle inchieste a De Magistris. La Corte d'Appello invece dichiarò prescritti, ma commessi, i reati di abuso d'ufficio, confermando quindi le tesi iniziali della Procura di Salerno. La Cassazione annullò la sentenza della Corte d'Appello, rendendo quindi definitiva l'assoluzione in primo grado.
La Cassazione scrive nelle motivazioni che l'annullamento della sentenza della Corte d'Appello è dovuta al principio della correlazione tra accusa e sentenza, e "non è stata propriamente rigettata la domanda civile (avanzata da Luigi De Magistris) né sono stati assolti gli imputati". Infatti, la Cassazione afferma che la Corte di Appello "ha ritenuto di qualificare in termini di abuso d'ufficio i fatti originariamente ascritti agli imputati in termini di corruzione in atti giudiziari", violando in questo modo il principio di correlazione tra accusa e sentenza.
In conclusione, la sentenza della Cassazione non va interpretata come una sentenza di assoluzione degli imputati, ma come un giudizio di legittimità, e non di merito, sulla sentenza della Corte di Appello, stabilendo l'annullamento di quella sentenza per vizi di diritto.
Parte della stampa all'epoca invece interpretò la sentenza come un'assoluzione completa per gli imputati e la prova che contro De Magistris non ci fu nessun complotto, facendo in questo modo confusione sul ruolo della Cassazione nel nostro ordinamento giudiziario, e non tenendo conto di cosa la Suprema Corte di Cassazione scrisse effettivamente nelle motivazioni della sentenza.
In sostanza, l'avvenuta prescrizione non rese possibile un accertamento definitivo dei fatti in sede giudiziaria.
A detta di alcune fonti giornalistiche, rimane comunque la rilevanza storica dei fatti emersi dalle inchieste, sia di quelle condotte da De Magistris che dalla Procura di Salerno sulla Procura di Catanzaro, e rimane il torbido intreccio di rapporti e interessi tra importanti rappresentanti delle istituzioni e del mondo dell'impresa che le stesse inchieste hanno portato alla luce.

## Carriera politica

### Europarlamentare dell'Italia dei Valori

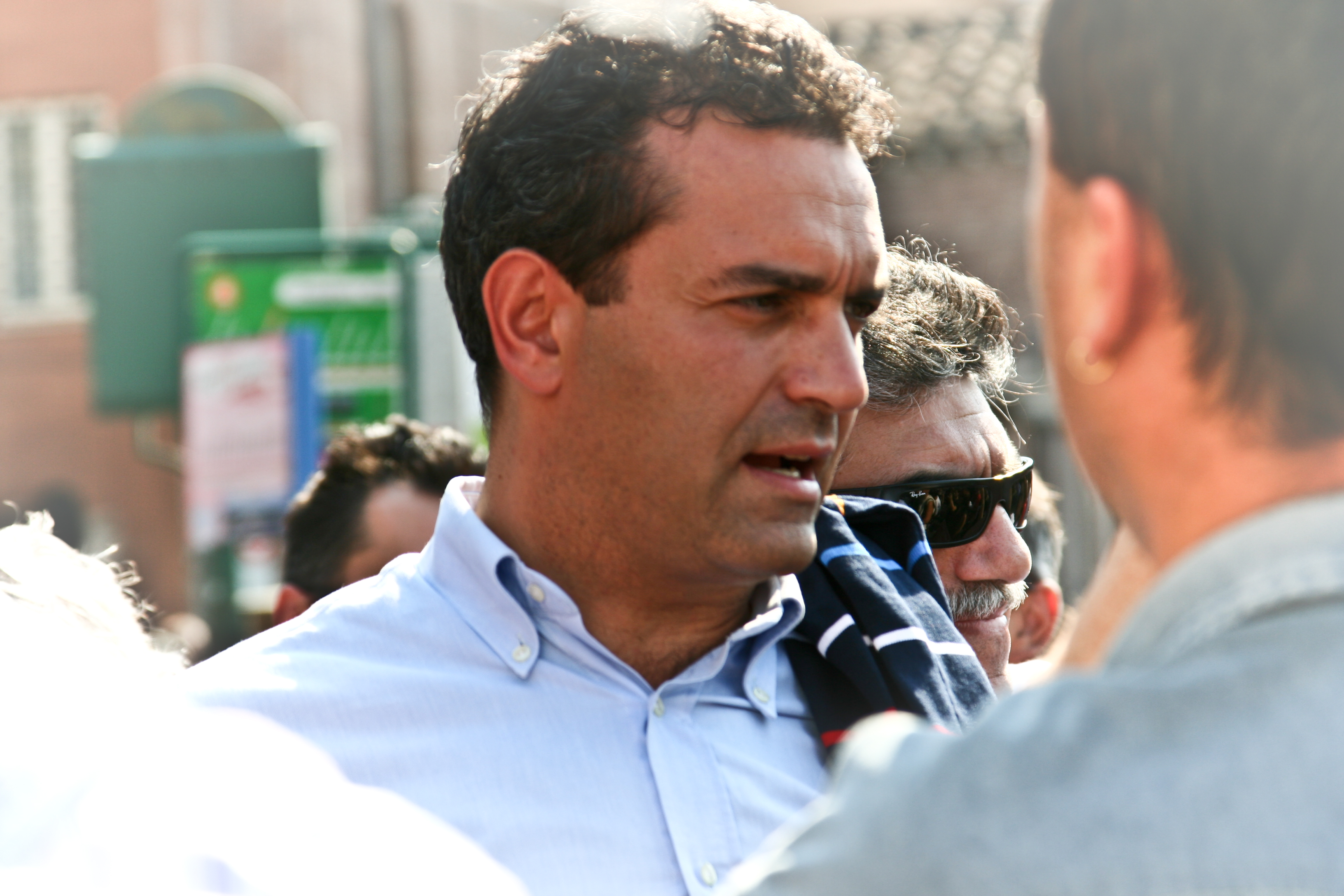
Luigi de Magistris nel 2009

Il 17 marzo del 2009, con un post sul blog di Antonio Di Pietro, Luigi De Magistris annuncia il suo ingresso in politica. Si unisce all'Italia dei Valori come indipendente e si candida per le elezioni Europee del 2009, lasciando, così:
Luigi De Magistris rammenta di essere "stato in qualche modo ostacolato" nelle attività di Pubblico Ministero:
Luigi De Magistris viene eletto al Parlamento di Strasburgo durante la tornata europea del 6 e 7 giugno 2009, contemporaneamente in tutte e cinque le circoscrizioni italiane, alla fine opta per l'Italia nord-orientale, e risultando il secondo candidato più votato d'Italia dopo Silvio Berlusconi con 415.646 preferenze. Durante la campagna elettorale aveva ricevuto l'appoggio anche dal blog di Beppe Grillo. In data 20 luglio 2009 è stato eletto presidente della commissione del Parlamento europeo preposta al controllo del bilancio comunitario. In occasione dell'anniversario della scomparsa di Enrico Berlinguer l'ex PM ha più volte mostrato apprezzamenti verso lo stesso, riconoscendosi nei valori e negli ideali portati avanti dall'allora esponente del Partito Comunista Italiano. Ha anche affermato di essere stato un elettore del PCI.
Nonostante avesse dichiarato che una volta eletto avrebbe abbandonato l'attività di magistrato per dedicarsi completamente alla politica, ha chiesto ed ottenuto d'essere messo in aspettativa dal Consiglio Superiore della Magistratura che gli ha concesso questo provvedimento in data 29 luglio 2009, suscitando anche critiche in ambienti vicini alla destra. Luigi De Magistris si è dimesso dalla Magistratura il 19 novembre 2009, poco dopo l'insediamento al Parlamento europeo.
Il 5 novembre 2010 si apprende che De Magistris è stato rinviato a giudizio per omissione di atti d'ufficio, relativamente alle indagini sul caso Why Not, fatto da cui viene assolto anche in appello il 7 febbraio 2014. Secondo VoteWatch a fine luglio 2011 Luigi De Magistris risulta essere al 709º posto su 733 nella classifica complessiva delle presenze di tutti gli europarlamentari con il 68,14% di presenze in seduta plenaria. La questione è stata evidenziata prima da Luisella Costamagna e poi da Santanché durante la trasmissione Servizio Pubblico di Michele Santoro, rispettivamente il 4 novembre 2011 ed il 1º novembre 2012, ma De Magistris ha spiegato che il dato in realtà risulta distorto considerando le assenze successive alla candidatura a sindaco di Napoli, dopo la quale non si è più presentato essendo le due cariche incompatibili. Si nota altresì la bassa percentuale di astensionismo nel periodo precedente, dove risulta essere tra gli europarlamentari più presenti, non essendosi mai assentato nel 2009 e quattro volte nel 2010.

### Sindaco di Napoli

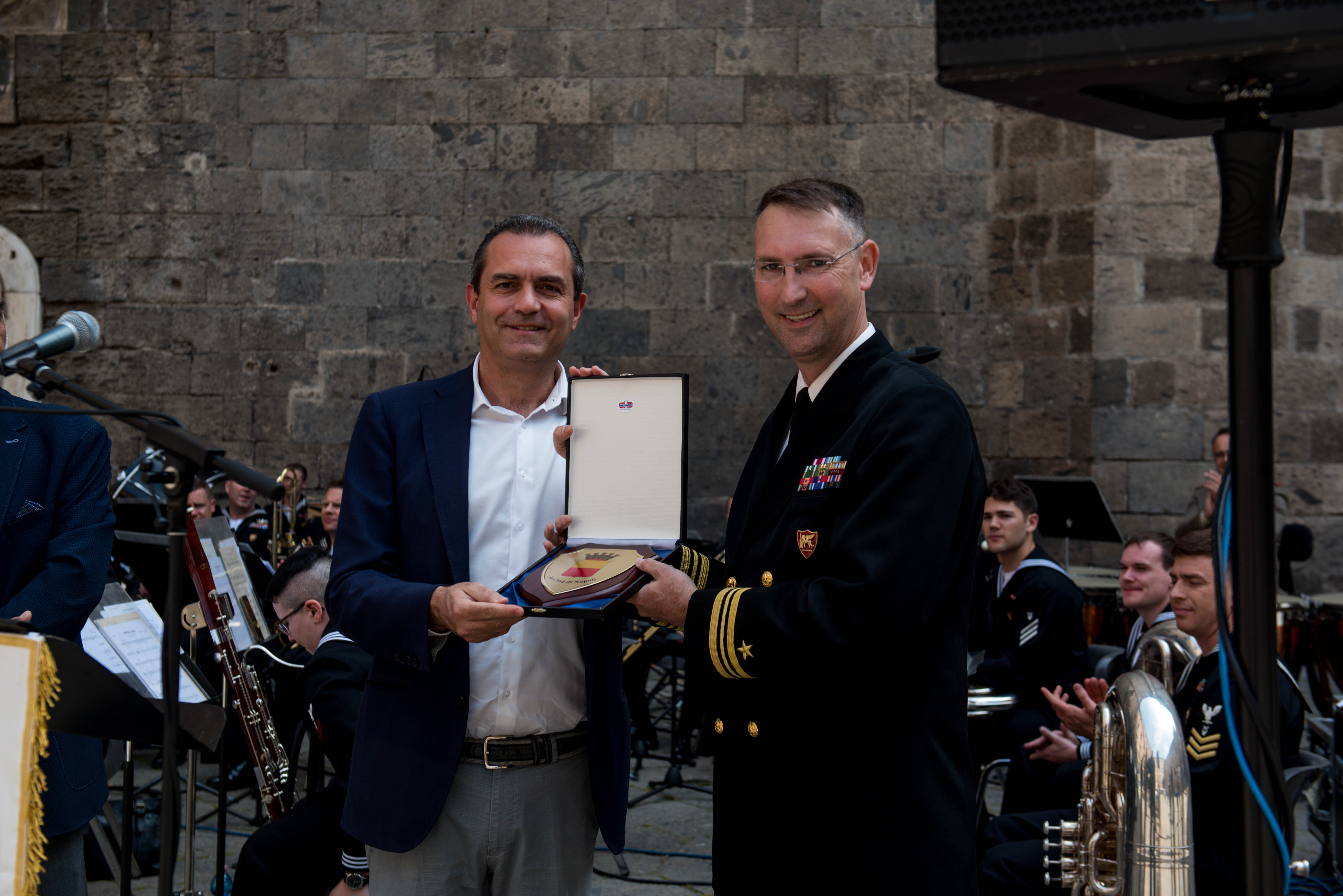
Il sindaco di Napoli Luigi de Magistris presso lo storico Castel Nuovo nel 2018

Nel febbraio 2011 si candida a sindaco di Napoli per le elezioni comunali di maggio. Sostenuto da Italia dei Valori, Federazione della Sinistra, Partito del Sud e dalla lista civica Napoli è Tua, al primo turno elettorale De Magistris è risultato il secondo candidato più votato con il 27,52% delle preferenze, superando Mario Morcone, candidato del PD sostenuto da SEL attestatosi al 19% delle preferenze, e accedendo con Gianni Lettieri, candidato della coalizione di centro-destra forte del 38,52% dei consensi, al ballottaggio in cui, dopo aver rifiutato l'apparentamento formale con il Partito Democratico, viene eletto sindaco con il 65,37% dei consensi, succedendo a Rosa Russo Iervolino. La proclamazione ufficiale, con conseguente inizio del mandato, ha luogo il 1º giugno 2011.
Con l'elezione di de Magistris il New York Times e la stampa americana hanno predetto una svolta legalitaria e di sviluppo dell'immagine per il capoluogo campano; la città ha conosciuto una forte crescita turistica, registrando il tutto esaurito nelle strutture alberghiere e museali oltre che una progressiva crescita del commercio, mentre altri commentatori, come l'inviato della guida Lonely Planet, hanno sottolineato la disorganizzazione e la sporcizia della città.
In qualità di sindaco di Napoli, assume l'incarico di sindaco metropolitano ai sensi della legge nº56/2014 e di presidente del Teatro di San Carlo, teatro poi commissariato dal ministero nel gennaio 2014.
A seguito della condanna in primo grado per abuso d'ufficio il 1º ottobre 2014 De Magistris viene sospeso per 18 mesi dalla carica di sindaco dal prefetto di Napoli in applicazione degli articoli 10 ed 11 della cosiddetta Legge Severino. Viene reintegrato nella carica il 30 ottobre 2014 a seguito della pronuncia del TAR Campania che sospende il provvedimento prefettizio e rimette gli atti alla Corte costituzionale affinché si pronunci sulla questione di legittimità costituzionale sollevata adducendo alcuni degli argomenti che connotano il dibattito sull'applicazione del d.lgs. 235/2012.
Nel 2016 si ricandida per un secondo mandato da sindaco appoggiato da 12 liste: "Napoli in Comune a Sinistra" (PRC+SEL+PCd'I+Lista Tsipras), Italia dei Valori, Federazione dei Verdi, Repubblicani Democratici, 3 liste civiche meridionaliste e 5 liste civiche. Alle elezioni comunali del 5 giugno raccoglie il 42,82% al primo turno, prendendo il doppio dei voti del candidato PD supportato dal premier Matteo Renzi (con il quale si è molto scontrato durante la campagna elettorale) Valeria Valente, e quindi accedendo al ballottaggio assieme al candidato del centro-destra, nuovamente Gianni Lettieri, che raccoglie il 24,04%. Il 19 giugno vince nuovamente il ballottaggio con il 66,85% delle preferenze contro il 33,15% di Lettieri, riconfermandosi così primo cittadino di Napoli e della omonima città metropolitana.
Nonostante i tentennamenti avuti, il 17 giugno 2020 annuncia di aver deciso di non candidarsi alle elezioni regionali in Campania contro il presidente uscente Vincenzo De Luca, per non lasciare Napoli senza sindaco durante la pandemia del COVID-19.

#### Iniziative
Una delle prime iniziative da sindaco è stata la trasformazione dell'Azienda Risorse Idriche di Napoli (ARIN) da S.p.A. in soggetto giuridico di diritto pubblico, pur essendo la società già totalmente sotto controllo pubblico, ma in posizione giuridicamente paritetica con tutti gli altri soggetti di diritto privato. Le partecipate del comune sono state raggruppate sotto Napoli Holding srl, una società a partecipazione totalitaria (100%) del Comune di Napoli che detiene a sua volta il 100% o la maggioranza azionaria delle altre 22 aziende comunali tra cui: Azienda Napoletana Mobilità spa (azienda che gestisce i trasporti pubblici cittadini), ASIA Napoli spa (Azienda Servizi Igiene Ambientale Napoli che si occupa della raccolta differenziata cittadina), Napoli Servizi spa, Napoli Sociale spa (che si occupa di welfare e assistenza dei disabili) e Napoli Riscossione (azienda delegata alla riscossione delle tasse nel comune di Napoli in sostituzione di Equitalia).

#### Finanze e Bilancio
Il sindaco de Magistris ereditò una situazione molto difficile dal punto di vista finanziario per il bilancio comunale di Napoli: un disavanzo di circa 800 milioni di euro. Gli sforzi di risanamento del bilancio però non sono riusciti a risolvere la situazione, a causa di problemi strutturali, che porta il comune nel 2013 in condizione di pre-dissesto, che continuò a protrarsi anche negli anni successivi. Oltre al debito ereditato, il comune si trovava infatti a far fronte a un'incapacità strutturale di recuperare l'evasione fiscale, dovuta, secondo l'assessore al Bilancio Enrico Panini, anche alla povertà della città. Nel 2020 il Comune di Napoli si trovava in una situazione vicina al dissesto finanziario, senza vedere all'orizzonte vie d'uscita.

#### Urbanistica, Restauro e Infrastrutture
Il 6 marzo 2017 il sindaco De Magistris firma con il premier Paolo Gentiloni l'accordo con cui il governo si impegna a stanziare circa 26 milioni di euro per la riqualificazione delle periferie, in base a un progetto presentato dal comune di Napoli nell'ambito del Bando delle periferie indetto nel 2016 dal Governo Renzi. Il progetto riguarda le rimanenti quattro Vele di Scampia (in origine erano sette), di cui tre saranno abbattute, mentre la Vela "celeste" sarà riqualificata e trasformata nella nuova sede degli uffici della città metropolitana.
A luglio 2019 firma assieme al ministro pei i beni e attività culturali Alberto Bonisoli, al ministro per il sud Barbara Lezzi e il vicepresidente della regione Campania Fulvio Bonavitacola un contratto inter-istituzionale di sviluppo, con il quale verranno finanziati 22 interventi in tre municipalità del centro storico di Napoli. I principali interventi saranno per restaurare: palazzo Penne e la galleria principe di Napoli per 10 milioni di euro, il complesso dell'Annunziata per 8 milioni di euro, l'ex convento delle Cappuccinelle per 7,5 milioni di euro e il complesso (ex ospedale militare) della Trinità delle Monache per 6 milioni di euro. Oltre ai restauri, i principali interventi saranno anche di tipo infrastrutturale come: la funzionalizzazione del percorso pedonale nei tratti via Sanità-Corso Amedeo di Savoia e via Fontanelle-stazione della linea 1 per più di 4,5 milioni di euro, la trasformazione dell'ex deposito ANM del Garittone in area di sosta per autobus turistici per 5,6 milioni di euro (progetto atteso da tempo da Sylvain Bellenger, direttore del museo di Capodimonte).

#### Raccolta differenziata
Per ciò che riguarda la raccolta differenziata il 16 giugno 2011 la nuova giunta ne ha deliberato l'estensione agli interi quartieri di Agnano, Capodimonte, Posillipo, Barra, Ponticelli e Scampia. De Magistris ha promesso che entro un anno Napoli, nei quartieri in cui verrà attivata la raccolta porta a porta, la raccolta differenziata che nel 2015 era il 28% raggiungerà l'obiettivo del 70%, visto che in altri quartieri col porta a porta raggiunge già punte del 71%. La raccolta differenziata è stata estesa a tutta la città e si sta avviando il porta a porta, già presente in molti quartieri (Colli Aminei, Chiaiano, Rione Alto, Ponticelli, San Giovanni a Teduccio, Centro Direzionale, Bagnoli, Scampia, Posillipo, Vomero, Arenella, Chiaia, Quartieri Spagnoli, Montecalvario, Centro Storico e San Carlo all'Arena). Inoltre nella zona di Napoli Est è in via di costruzione un nuovo impianto di compostaggio per la produzione di biogas.
Nel 2018, secondo i dati ufficiali della Regione Campania, la percentuale di raccolta differenziata a Napoli è stata del 36%, mentre nella intera Regione Campania la percentuale è stata del 52% (per un confronto con il resto d'Italia si può fare riferimento a questa infografica). La percentuale di raccolta differenziata a Napoli è passata dal 13,9 per cento del 2008 al 21,1 per cento del 2013 fino al 40,1 per cento di gennaio 2019. Il numero di cittadini che usufruiscono del servizio porta a porta era di 87.000 nel 2008, poi aumentati a 151.000 nel 2013 e arrivati ai 483.000 di gennaio del 2019. Questi risultati sono stati raggiunti impiegando nel servizio di raccolta rifiuti il 50 per cento di personale in meno rispetto alla precedente amministrazione.

#### Sperimentazione del Bike Sharing
Dall'agosto 2014 sono state installate a Napoli 10 ciclostazioni di bike sharing, progetto di ricerca dell'associazione Cleanap che ha vinto il bando “Smart Cities and Communities and Social Innovation” del MIUR - PON Ricerca e Competitività 2007-2013, cofinanziato con risorse del FESR per le Regioni della Convergenza, supportato dal Comune di Napoli e da ANM. Il servizio di bike sharing di Cleanap si interrompe nel 2015 dopo pochi mesi di sperimentazione, nonostante i buoni risultati ottenuti, per concludersi definitivamente nel 2020 con la definitiva rimozione degli stalli, ormai vuoti da tempo. Il servizio di bike sharing torna a Napoli nel 2020, questa volta attraverso un bando rivolto ad operatori del settore, in modo analogo a quanto avvenuto in altre grandi città.

#### Cambiamenti importanti
Altri cambiamenti importanti per la città di Napoli durante il suo mandato sono: la riduzione dei tempi di pagamento da parte del comune verso i suoi fornitori da 48 a 5 mesi, la creazione di un registro per le unioni civili, la pedonalizzazione del lungomare e una politica di grandi eventi volta ad incrementare la presenza turistica in città, l'incremento delle aree verdi cittadine, la trasparenza dell'attività del consiglio comunale e nelle gare d'appalto comunali, il restauro o la riqualificazione di monumenti, fontane ed edifici storici, il rilancio al pubblico di luoghi come lo zoo comunale, l'Ippodromo di Agnano e la Mostra d'Oltremare, l'avvio alla costruzione del primo canile municipale della città, l'acquisto di 10 nuovi treni per la metropolitana, di minibus, bus BredaMenarini modello Vivacity Plus da 9.5 metri e Irisbus Citelis da 10.5 metri, oltre che con il recupero di mezzi fuori servizio e la sostituzione di vecchi modelli con nuovi autobus euro 6 ecologici.

### Il Movimento Arancione
Il 12 dicembre 2012 De Magistris promuove la fondazione del "Movimento Arancione", formazione politica che raccoglie personalità di sinistra deluse dai partiti. Il Movimento Arancione intende costruire un polo alternativo al centro-sinistra insieme alle forze riunite il 1º dicembre 2012 nell'assemblea pubblica "Cambiare si può": un gruppo di associazioni e movimenti insieme a Italia dei Valori, Rifondazione Comunista, Partito dei Comunisti Italiani e Ecologisti e Reti Civiche - Verdi Europei. Il Movimento Arancione sostenne Antonio Ingroia e la sua lista Rivoluzione Civile alle elezioni politiche del 2013.

### Democrazia e Autonomia
Il 3 febbraio 2017 la lista civica Democrazia e Autonomia (DemA), che lo aveva già sostenuto alle elezioni comunali del 2016, diventa un partito con obiettivo la partecipazione del popolo alla vita politica, ponendo un particolare accento alle elezioni europee del 2019 (scelta appoggiata anche da altre sigle della sinistra radicale, come ad esempio Sinistra Italiana e Rifondazione Comunista).
Il sindaco non appoggerà nessuna lista alle elezioni politiche del 4 marzo 2018, pur essendo stato considerato vicino al movimento Potere al Popolo!.
A gennaio 2019, in vista di un accordo per le elezioni europee, la maggioranza degli iscritti di Potere al Popolo vota a favore del tentativo di verificare punti di convergenza con il movimento di de Magistris. Il progetto elettorale unitario però tramonterà poche settimane dopo.
Alle elezioni politiche suppletive del 2020 per il collegio di Napoli-Arenella, DemA inizialmente decide di candidare Annamaria Palmieri, assessore all'istruzione e alla scuola del comune di Napoli, ma poi decide di unirsi alla coalizione civica di centro-sinistra "Napoli con Ruotolo" (dove c'è anche il PD, Art. 1 e SI) che appoggierà come candidato Sandro Ruotolo, il giornalista e politicamente un indipendente di sinistra che poi verrà eletto.
L'anno seguente De Magistris lascerà la carica di sindaco dopo i due mandati avanzando la candidatura di Alessandra Clemente, ex assessore appoggiata anche da Potere al Popolo! e due liste civiche in cui confluiscono esponenti di Rifondazione Comunista e Partito Comunista italiano, mentre diversi assessori e consiglieri della lista di De Magistris con la lista Napoli Solidale appoggiano il candidato del centro-sinistra Gaetano Manfredi, che verrà eletto successore di De Magistris a Palazzo San Giacomo. La Clemente si piazzerà quarta con il 5,5% risultando eletta in consiglio comunale.

### Elezioni regionali in Calabria del 2021
In scadenza di mandato come sindaco di Napoli, il 19 gennaio 2021 si candida alla presidenza della regione Calabria alle elezioni, originariamente previste per l'11 aprile, ma calendarizzate ad ottobre, a causa dell'emergenza sanitaria, conseguente alla pandemia di COVID-19.
Il 7 febbraio stringe un’alleanza con Carlo Tansi, già candidato alle elezioni del 2020, e ottiene il sostegno dalle sue liste civiche "Calabria Libera", "Tesoro Calabria" e "Calabria Pulita".
Tuttavia a giugno si interrompe l’alleanza con Tansi il quale si alleerà con il centro-sinistra. In definitiva De Magistris sarà sostenuto da sei liste: "demA" (democrazia autonomia), "De Magistris Presidente", “Uniti con De Magistris” (lista cui aderisce Rifondazione Comunista), “Per la Calabria con De Magistris”, “Calabria Resistente e Solidale" (lista che riunisce pezzi importanti della diaspora comunista e della sinistra radicale), "Un'altra Calabria è possibile" (lista promossa dall'ex sindaco di Riace Mimmo Lucano, candidato capolista in tutte le circoscrizioni, e sostenuta da Sinistra Italiana) oltreché dalle associazioni "LiberaMente Progressisti" e "Primavera Calabria" che non diventeranno liste.
Alle elezioni regionali, la sua coalizione si classifica al terzo posto, quindi De Magistris risulta non eletto presidente e neppure eletto come consigliere regionale, in quanto la sua coalizione ottiene poco più del 16% dei voti. De Magistris, commentando alla stampa l'esito delle elezioni, si dichiara amareggiato e deluso per il risultato "sotto le aspettative", quindi afferma di voler prendere un periodo di riflessione.

### Portavoce di Unione Popolare ed elezioni politiche del 2022
Nel gennaio 2022, durante l'assemblea nazionale di DemA, De Magistris annuncia l'intenzione di creare una nuova coalizione di partiti di sinistra, a partire dal suo stesso partito.
A seguito della crisi del Governo Draghi e all'annuncio delle elezioni politiche anticipate del 25 settembre 2022, De Magistris è uno dei promotori della lista Unione Popolare che comprende il suo partito Democrazia e Autonomia, Potere al Popolo!, Rifondazione Comunista, la componente parlamentare ManifestA ed altre organizzazioni, venendo indicato come capo politico come richiesto dalla legge elettorale. UP alle elezioni politiche non riuscirà a superare la soglia di sbarramento necessaria per entrare in Parlamento, raccogliendo l'1,43% alla Camera e l'1,36% al Senato.
Il 4 marzo 2024 Luigi de Magistris, dopo aver rifiutato l’offerta di Michele Santoro di candidarsi alle europee di giugno nella sua lista per la pace, lascia la guida di Unione Popolare «per ragioni di natura professionale e personale, su cui si sono aggiunte riflessioni anche politiche»  ipotizzando una ricandidatura alle comunali di Napoli del 2026.

## Procedimenti giudiziari
Il 22 luglio 2013 Luigi De Magistris, il presidente della giunta regionale della Campania Stefano Caldoro e il deputato Luigi Cesaro, all'epoca presidente della provincia di Napoli, vengono iscritti nel registro degli indagati nell'ambito dell'inchiesta sulla gestione dell'America's Cup: le accuse sono di turbativa d'asta per la scelta del socio privato della società di scopo ACN, costituita per la prima edizione, senza rispettare le procedure di evidenza pubblica e per abuso d'ufficio per la trasformazione, avvenuta in occasione della seconda edizione, di ACN da società di scopo in società strumentale permanente. Il 13 marzo 2015 Luigi De Magistris, Caldoro e Cesaro sono stati prosciolti da ogni accusa.
Il 25 settembre 2014 in primo grado era stato condannato insieme a Gioacchino Genchi dal Tribunale di Roma a un anno e tre mesi per abuso d'ufficio; l'accusa era aver violato la legge Boato, la quale stabiliva che per avere un tabulato telefonico di un parlamentare occorreva l'autorizzazione del Parlamento. Nel commentare la notizia De Magistris ha annunciato che non si sarebbe dimesso da primo cittadino di Napoli e che i giudici che lo hanno condannato "si dovrebbero guardare allo specchio e vergognarsi. Si dovrebbero dimettere loro". La condanna è stata annullata dalla Corte d'Appello di Roma che il 21 ottobre 2015 ha assolto con formula piena sia De Magistris sia Genchi da tutte le accuse; per effetto dell'assoluzione De Magistris ha potuto condurre regolarmente a compimento il suo mandato di sindaco sino alla sua scadenza naturale.

## Premi
- Premio Valarioti-Impastato 2017 con la seguente motivazione: per «aver combattuto criminalità e corruzione da più di vent'anni da magistrato e politico, per aver rotto il rapporto tra mafia e politica nella gestione politico-amministrativa della città di Napoli e per aver contribuito al riscatto morale di Napoli ed allontanato la camorra rompendo il sistema dei rifiuti e delle ecomafie».[171]

## Pubblicazioni
- Luigi de Magistris, Giustizia e potere, a cura di Sergio Nazzaro, Roma, Editori Riuniti, 2009, ISBN 978-88-6190-072-1.
- Luigi de Magistris, Assalto al PM. Storia di un cattivo magistrato, prefazione di Marco Travaglio, Milano, Chiarelettere, 2010, ISBN 978-88-6190-072-1.
- Luigi de Magistris e Sarah Ricca, La città ribelle: Il caso Napoli, contribuiti di Erri De Luca e Maurizio De Giovanni, Milano, Chiarelettere, 2017, ISBN 978-88-6190-904-5.